# 布蘭奇·歐舍蒂·莫奈
布蘭奇·歐舍蒂·莫奈（Blanche Hoschedé Monet）是一位法國畫家，也是印象派畫家克勞德·莫奈的繼女和兒媳。

## 出生
布蘭奇·歐舍蒂出生於巴黎，是埃內斯特·歐舍蒂和愛麗絲·歐舍蒂的次女。埃內斯特是一位商人，也是巴黎的百貨巨頭。他收藏印象派畫作，並且在克勞德·莫奈職業生涯早期是他的重要贊助人。1876年，埃內斯特委託克勞德在他位於蒙特熱龍的住所羅滕堡城堡的圓形客廳裡繪製裝飾板。 1877年，埃內斯特破產，他的藝術收藏被拍賣。

## 與莫奈一起生活
1878年秋，埃內斯特·歐舍蒂、妻子愛麗絲以及他們的六個孩子搬進了韋特伊的一所房子，莫奈、妻子卡米耶-萊奧尼·東西厄以及他們的兩個兒子讓和尚在襁褓中的米歇爾也搬了進來。然而，埃內斯特大部分時間仍然在巴黎度過，最終去了比利時。 1879年9月5日，卡米耶在韋特伊去世後，愛麗絲和她的孩子們繼續和莫奈一起生活。 1881 年，他們搬到了普瓦西，並最終於1883年在吉維尼定居。雖然埃內斯特和愛麗絲·愛麗絲從未離婚，但克勞德·莫奈和愛麗絲一直生活在一起，直到1891年埃內斯特去世後。克勞德·莫奈和愛麗絲·愛麗絲於1892年7月16日結婚。